# 揮毫

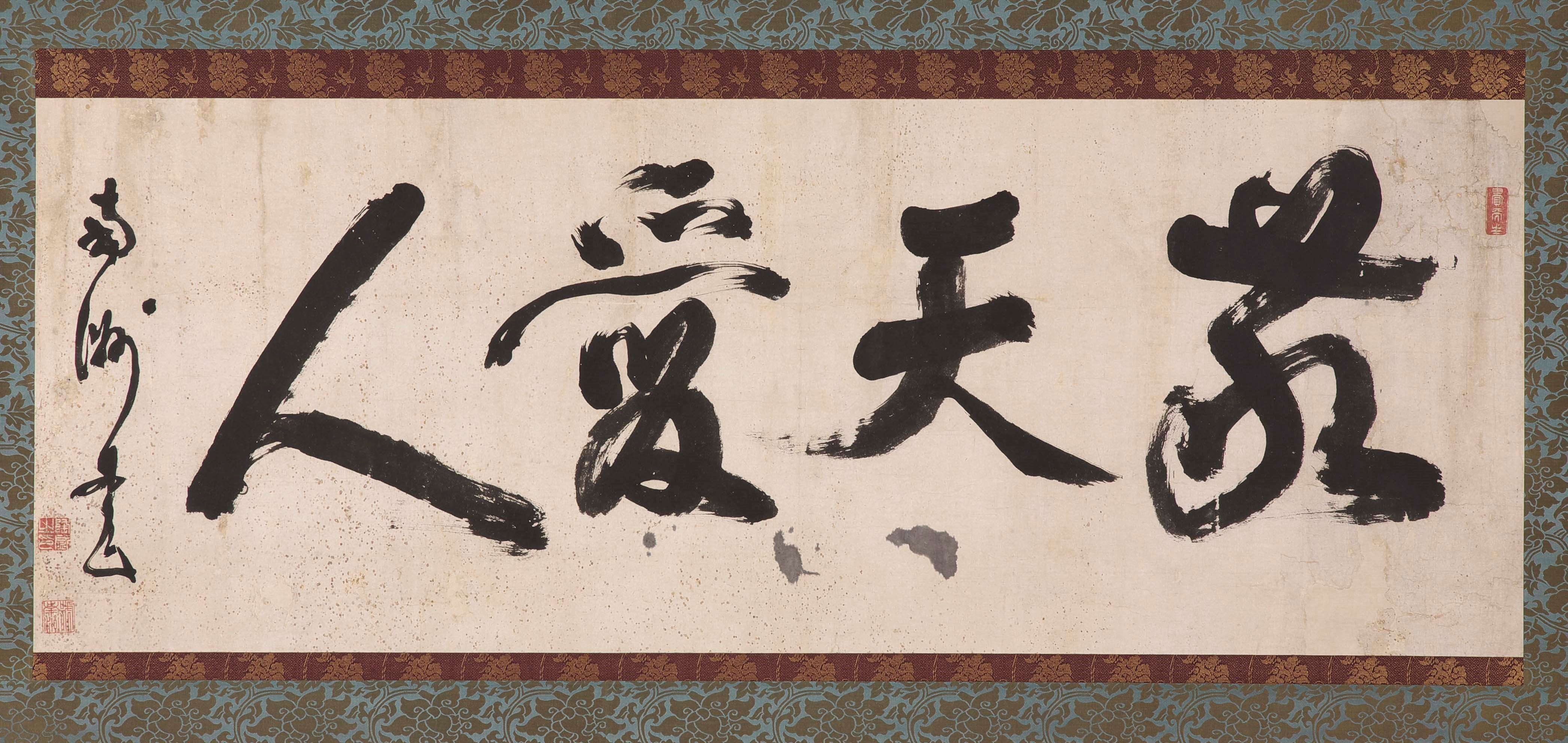
西郷隆盛による揮毫「敬天愛人」

揮毫（きごう）とは、毛筆で何か言葉や文章を書くこと。「毫（）を揮（）う」からこの語がある。

## 概要
広義には筆で書かれていればすべて揮毫といえるが、一般には著名人や書家などが依頼に応じて書いた格言や看板の文字について言うことが多い。有名な揮毫になると高値で取引されることもある。天皇や皇帝が書いたものは「御筆」として丁重に扱われる。大衆の前で揮毫を披露する事を「席上揮毫」と呼ぶ。

## 主な揮毫の例

### 日本
- 陽明門の扁額：後水尾天皇
- 筥崎宮「敵国降伏」の扁額：亀山天皇

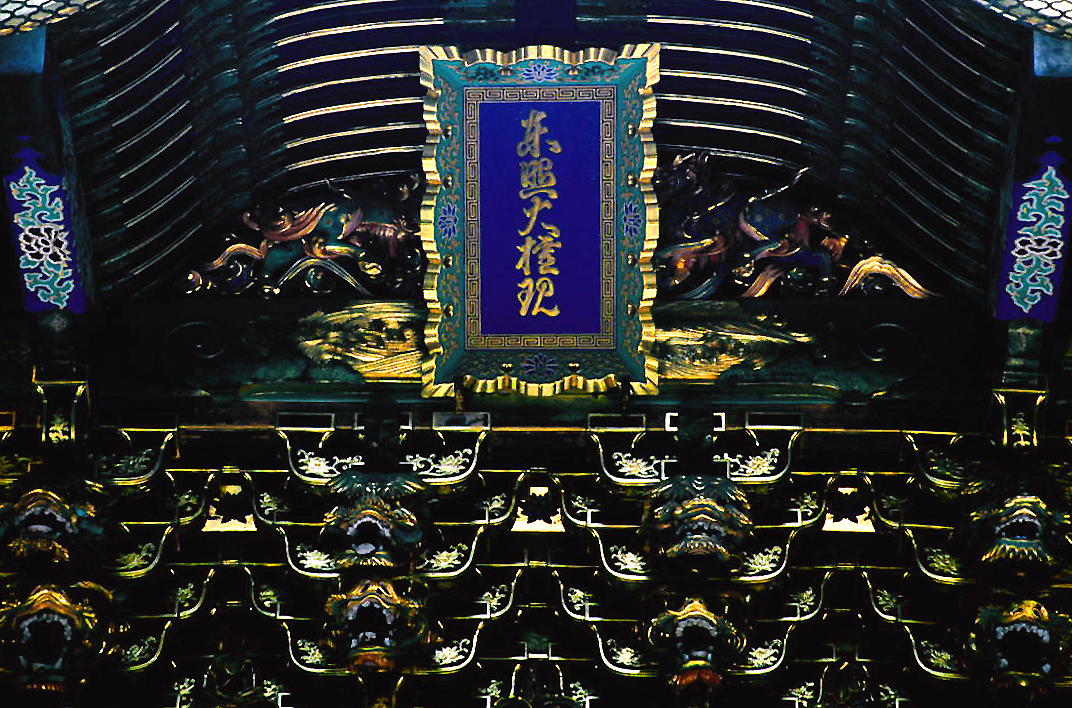
後水尾天皇による、日光東照宮陽明門の「東照大権現」

- 東京日本橋の「日本橋」の橋柱の銘板:徳川慶喜
- 昭和天皇の陵誌：秋篠宮文仁親王
- 香淳皇后の陵誌：常陸宮正仁親王
- 平成の即位の礼の大錦旛の「萬歳旛」の「萬歳」の刺繍：海部俊樹
- 令和の即位の礼の大錦旛の「萬歳旛」の「萬歳」の刺繍：安倍晋三

#### 文書

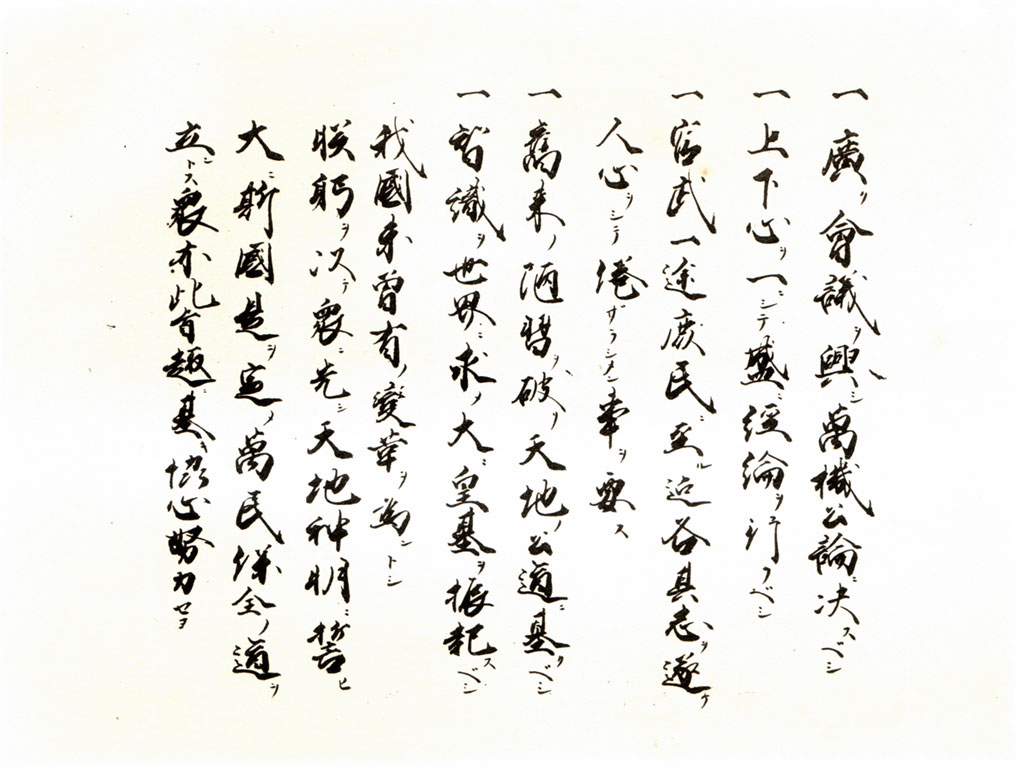
有栖川宮幟仁親王による「五箇条の御誓文」

- 五箇条の御誓文：有栖川宮幟仁親王
- 官報の題字：三条実美
- 平成の墨書：河東純一
- 令和の墨書：茂住修身
- 今年の漢字：森清範

#### 省庁の看板

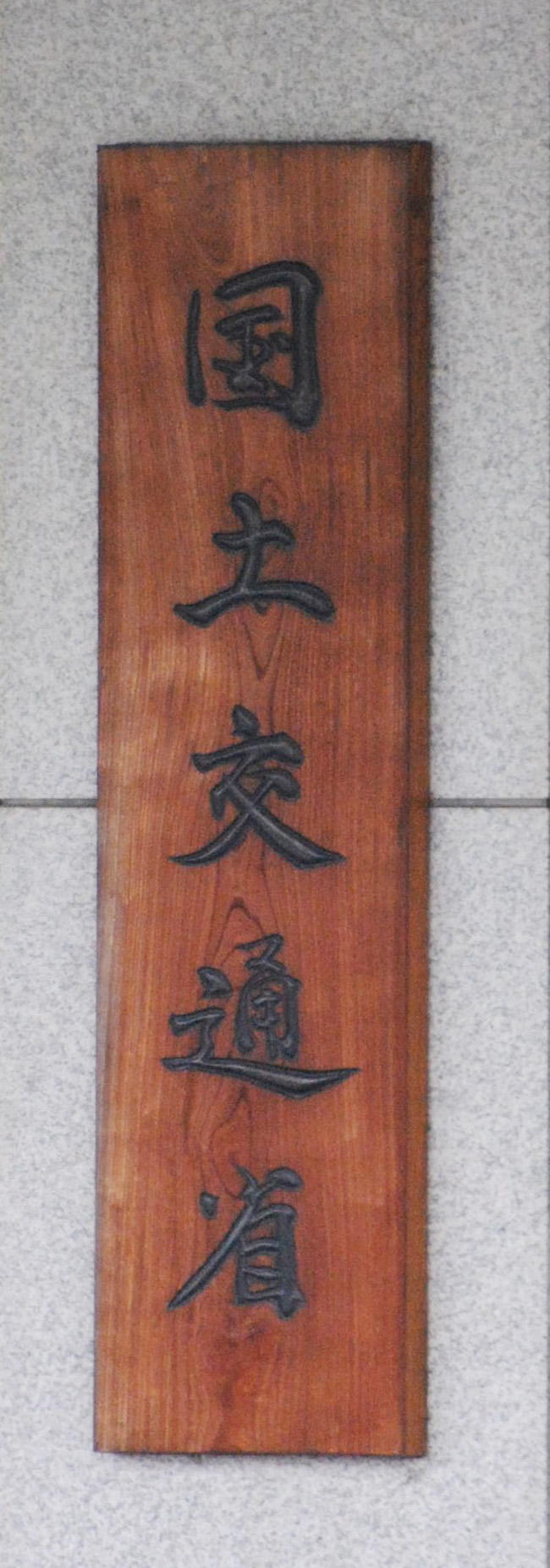
扇千景による「国土交通省」

太字は初代の大臣もしくは外局設置時の所管する省庁の大臣。
- 大蔵省：池田勇人
- 国税庁：水田三喜男
- 農林水産省：中川一郎
- 文化庁：灘尾弘吉、成瀬映山、宮田亮平
- 内閣府：森喜朗[注釈 1]
- 総務省：片山虎之助
- 国土交通省：扇千景
- 経済産業省：平沼赳夫
- 文部科学省：今井凌雪（書家）
- 防衛庁：瓦力
- 防衛省：久間章生
- 内閣人事局：稲田朋美（初代国務大臣（内閣官房が所掌する国家公務員制度及び行政組織に関する事務担当、通称国家公務員制度担当大臣）
- 防衛装備庁：長谷川耕史（書家）
- 財務省：麻生太郎
  - 初代財務大臣は宮澤喜一だが、政治家が機会さえあれば揮毫を残したがる風潮に批判的だったことや大蔵省出身で財務省への改称に違和感を持っていたことなどから、当初の看板には宮澤が選定した活字体が採用された。その後財務省庁舎が耐震化工事（2015年10月着工、2020年1月竣工）に伴い従来の銘板が視認できなくなることから、2016年当時の財務大臣であった麻生が揮毫したものに取り替えられた。
- スポーツ庁：下村博文[注釈 2]
- 復興庁：茂住修身（書家、内閣府職員（辞令専門職））

### 中国
- 紫禁城
  - 「正大光明」の扁額：順治帝
  - 「故宮博物院」の扁額：郭沫若
- 白帝城
  - 正門：郭沫若
  - 銅版：毛沢東
  - 銅版：周恩来
- 人民日報の題字：毛沢東
- 中国国際航空ロゴ：鄧小平

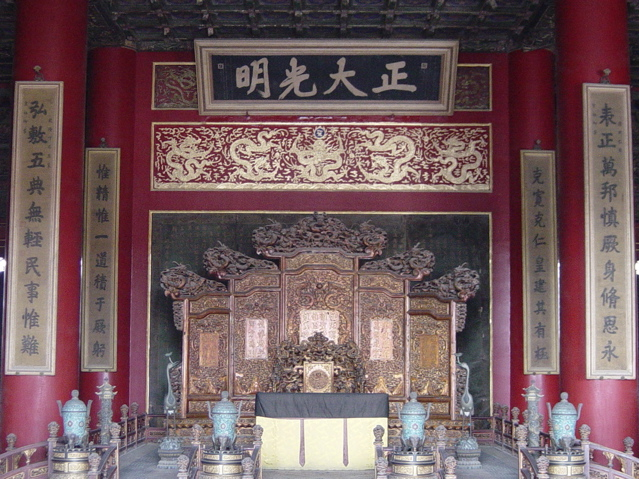
順治帝による、紫禁城の「正大光明」

- 長征2号Fの第2段機体に書かれる別名「神箭」：江沢民

### 韓国
- 崇礼門：譲寧大君